# C'è chi dice no (film)
C'è chi dice no è un film del 2011 diretto da Giambattista Avellino.

## Trama
Max (giornalista), Irma (medico) e Samuele (ricercatore universitario),  tre ex compagni del liceo, erano ad un passo dall'ottenere il posto di lavoro per cui avevano lavorato sodo ma sono stati scalzati da tre raccomandati. Quando poco dopo ad una rimpatriata di classe si sentono come falliti ascoltando compagne e compagni di ceti più alti raccontare delle loro carriere dovute anche alle loro famiglie abbienti, i tre scelgono di coalizzarsi per fare in modo che coloro che hanno soffiato loro il posto siano costretti a ritirarsi e a lasciare loro quanto meritato. In un susseguirsi di azioni lecite ed illecite, i tre - che sarebbero di famiglia diventati ferroviere, cameriera e ferramentista - danno vita a un crescendo di singolari iniziative. Sulle loro tracce si mettono i validi poliziotti Saguatti e Frangipane i quali però vivono una situazione simile ai tre: pochi mezzi a disposizione per il loro lavoro e spesso sono intralciati o vessati dal loro superiore tonto e raccomandato. Mentre Max, dopo aver ottenuto il posto di inviato ed aver stretto un legame con Enza (ad insaputa degli altri) sembra meno convinto a proseguire, Samuele è sempre più determinato, spinto dal senso di giustizia non solo per sé ma per una sua brillante ex compagna di università vittima anni prima di un concorso-truffa, finita a vendere hot dog in un caravan.

## Colonna sonora
La colonna sonora del film è stata composta da Pivio e Aldo De Scalzi, la canzone finale è  La canzone della rivoluzione del gruppo musicale toscano Baustelle.

## Distribuzione
Il film è uscito nelle sale cinematografiche l'8 aprile 2011.

## Accoglienza

### Incassi
L'incasso nella prima settimana di programmazione è stato di 549.000 euro. Complessivamente l'importo guadagnato è stato di 1.855.000 euro, risultato non brillante.